# 도비 (해리 포터)
도비(Dobby)는 J.K. 롤링의 판타지 소설 해리 포터에 등장하는 집요정이다. 루시우스 말포이 즉 말포이가문의 집요정이며, 해리 포터와 비밀의 방에 해리 포터의 방에서 처음으로 등장하고, 호그와트에 가지 말라고 경고한다. 그래서 친구들의 편지까지 가로챘지만, 기어코 해리 포터는 호그와트에 갔다. 그리고 해리 포터와 죽음의 성물에서 해리 포터와 일행들을 구해주다 벨라트릭스 레스트랭의 단검에 맞아 사망한다.